# Zadnja ploča
A Zadnja ploča a Srebrna krila együttes 1982-ben megjelent nagylemeze. Az albumhoz egy 6-rét hajtott poszter melléklet is tartozik, melynek hátoldalán a dalszövegek is megtalálhatóak. Kiadta a Jugoton, katalógusszáma: LSY 10016. A lemez tíz dalából nyolc megjelent egy évvel később angol nyelven a Kanadában kiadott Silverwings című albumokon.

## Az album dalai

### A oldal
1. Sezame, otvori se (3:35)
2. Ljiljana, čuvaj se (3:11)
3. Vodim te u Rio (2:42)
4. Praštam ti (3:29)
5. Reci da me voliš (4:00)

### B oldal
1. Dolina našeg sna (3:17)
2. Kad te napuste svi (3:18)
3. Pusti da ti sviram (3:21)
4. Nema vremena za nas (3:32)
5. Toplo ljeto (1:32)